# Verrucadithella dilatimana
Verrucadithella dilatimana es una especie de arácnido del orden Pseudoscorpionida de la familia Tridenchthoniidae.

## Distribución geográfica
Se encuentra en África Central.